# Pernod Ricard

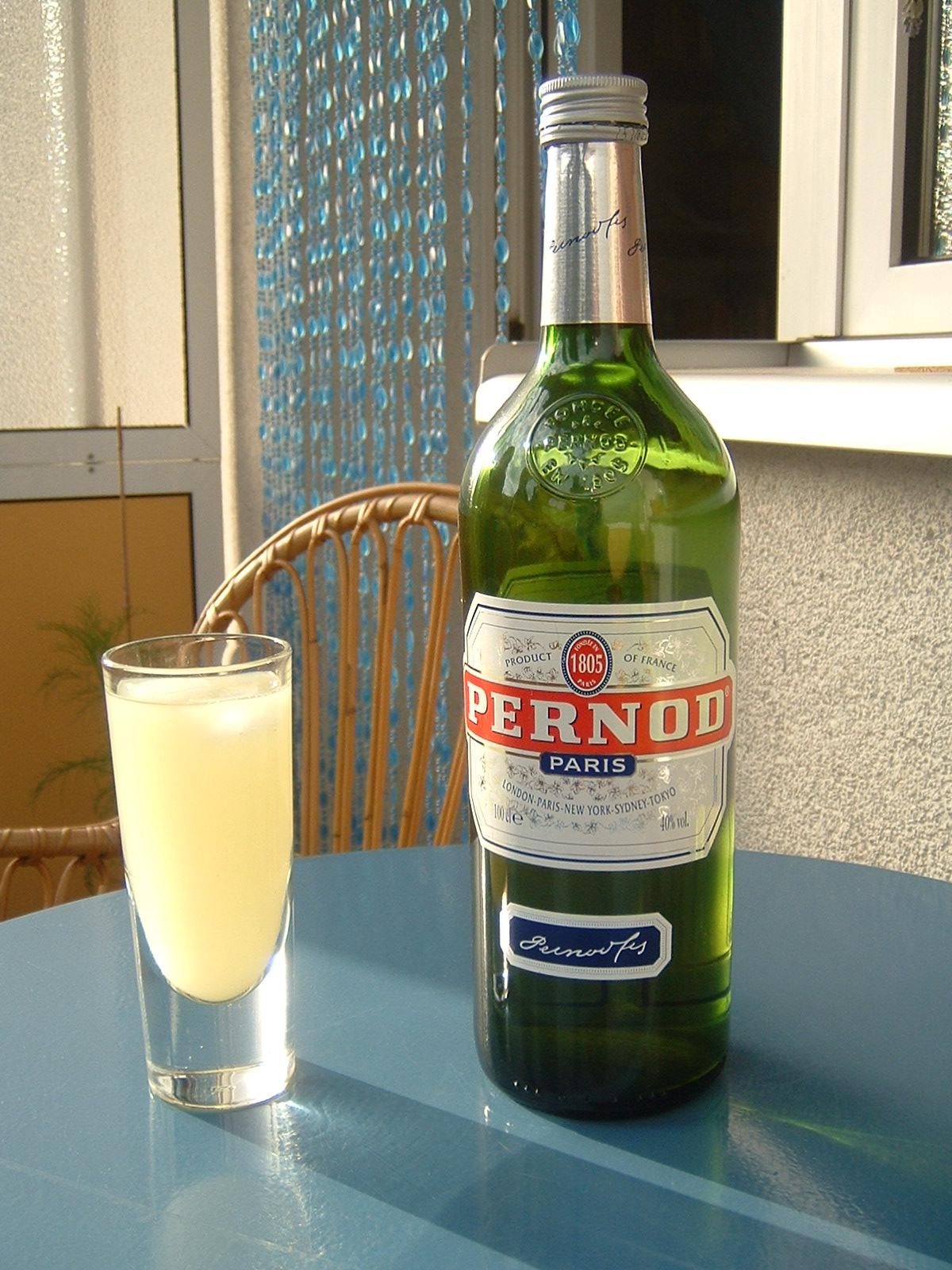
Pernod, en una copa con agua y hielo.

Pernod Ricard es una empresa francesa que produce bebidas alcohólicas. Los productos más famosos de la compañía son los pastis Pernod y Ricard, ambos licores de anís, y a menudo identificados simplemente como Pernod o Ricard . La empresa también produce otros tipos de pastis.
La empresa que renació a partir de la pequeña compañía Pernod Fils, como productora de licores anisados luego de la prohibición del absenta, se ha convertido actualmente en un conglomerado de alcance mundial. Es dueña de la empresa Austin, Nichols (productora de los whiskys Wild Turkey) y de la división de bebidas alcohólicas de la antigua corporación Seagram, entre muchas otras empresas que controla. En 2005, la empresa compró a su competidor británico Allied Domecq plc.
En 2008 Pernod Ricard anunció la compra del grupo sueco V&S incluida la marca Absolut Vodka.

## Historia

### Pernod
- 1797 – Henri-Louis Pernod inauguró su primera destilería de absenta en Suiza.
- 1805 – Maison Pernod Fils (conocida como Pernod Fils) fue fundada en Pontarlier, Franche-Comté en el Este de Francia por Henri-Louis Pernod, un destilador francés de origen franco-suizo, y comenzó la producción del licor con anís conocido como absenta.
- 1850 – Fallece Henri-Louis Pernod.
- 1871 – Es fundada la Distillerie Hémard cerca de París.
- 1872 – Se crea la Société Pernod Père & Fils en Aviñón.
- 1915 – Es prohibida en Francia la producción y consumo de absenta. La mayoría de las empresas buscan alternativas y comienzan a producir pastis en su lugar.
- 1926 – Las tres destilerías se fusionan creando los Établissements Pernod.
- 1951 – Se lanza el producto Pastis 51.
- 1965 – Compran la Distillerie Rousseau, Laurens et Moureaux, desde 1889 productora del licor Suze.

### Ricard
- 1932 – Ricard que pronto se convierte en la bebida favorita de Francia, fue creada en Marsella por Paul Ricard.
- 1940 – El régimen de Vichy prohíbe la producción de pastis.
- 1944 – Vuelve a ser legal la producción de pastis.
- 1968 – Se retira Paul Ricard, su hijo Patrick asume el puesto de CEO en 1978.

### Pernod Ricard
- 1975 – Los viejos rivales Pernod y Ricard se fusionan formando la empresa Pernod Ricard S.A..
- 1988 – Pernod Ricard compra Irish Distillers (que incluye los whiskys Jameson Irish).
- 1989 – Pernod Ricard compra Orlando Wyndham (fabricantes de Jacob's Creek).
- 1993 – Pernod Ricard trabaja con empresas cubanas para crear Havana Club International.
- 2001 – Pernod Ricard compra el 38% del negocio de vinos y bebidas de Seagram.
- 2001 – Pernod Ricard compra Chivas Regal.[1]
- 2005 – Pernod Ricard compra Allied Domecq.
- 2008 – Se anuncia que Pernod Ricard ha resultado vencedor en el concurso para comprar el Grupo V&S, incluida la marca Absolut Vodka, al gobierno sueco.[2]
- 2010 – Se crea la empresa Premium Wine Brands, que se encarga de la producción, comercialización y venta global de las marcas de vino australiano, neozelandés, argentino y español del grupo Pernod Ricard: Jacob's Creek, Brancott Estate, Graffigna y Campo Viejo respectivamente. En 2014 Premium Wine Brands pasa a denominarse Pernod Ricard Winemakers.

## Marcas
Pernod Ricard es propietaria de un gran número de marcas a nivel mundial. Entre ellas se cuentan:
| - Royal Salute whisky (whisky escocés) - Chivas Regal (whisky escocés) - The Glenlivet (whisky escocés de malta simple) - Jameson Irish Whiskey - Seagram (gin) - Beefeater (Gin) - Pernod con extractos de absinta - Luksusowa (vodka de patata polaco de alta calidad ) - Absolut (vodka) | - Wyborowa (vodka) - Ricard y Pastis 51 (pastis) - Martell (coñac) - Jacob's Creek (vino) - Pernod (bebida a base de anís) - Zoco - Becherovka - DITA (bebida a base de lichi) - Havana Club (ron). |

A partir de julio de 2005, la empresa adquirió los siguientes productos que eran de Allied Domecq:
| - Ballantine's scotch; - Kahlúa licor de café; - Malibu coconut-flavored rum; - Tía María licor; - Stolichnaya vodka (actualmente producido por William Grant & Sons); - Mumm champagne; | - Perrier-Jouët champagne. - Campo Viejo - Azpilicueta - Ysios - Aura - Tarsus |

La empresa Fortune Brands de Illinois le compró a Pernord Ricard alguna marcas de la antigua Allied Domecq. Estas incluyen:
| - Sauza tequila; - Courvoisier cognac; - Canadian Club whisky; - Clos du Bois; - Otras marcas de vino de Sonoma y Napa; - Laphroaig whisky de malta; - Teacher's Highland Cream Whisky escocés; | - Cockburn's port; - Harveys sherries; - Larios gin; - Whisky DYC; - Fundador Brandy español; - Centenario Brandy español; - Kuemmerling Bitter alemán. |

## Subsidiarias
- Pernod Ricard Pacific (Australia) – Dueña de Orlando Wines (incluidos Jacob's Creek) y Wyndham Estate
- Pernod Ricard NZ – Dueño de Montana Wines
- Corby Distilleries - Subsidiaria canadiense, dueña de Wiser's whisky, Lamb's rum
- Pernod Ricard Rouss - Subsidiaria en la Federación Rusa